# Vredeskerken in Jawor en Świdnica
De Vredeskerken in Jawor en Świdnica zijn een verzameling van vredeskerken in de Poolse steden Jawor en Świdnica, gelegen in het woiwodschap Neder-Silezië.
Met vredeskerken worden de drie kerken bedoeld die na de Vrede van Westfalen in de tweede helft van de 17de eeuw door de lutheranen in Jawor, Świdnica en Głogów mochten gebouwd worden. In deze steden had de lutherse burgerij bij de doorvoering van de contrareformatie in 1629 haar kerkgebouwen aan de rooms-katholieken moeten afstaan. De machtspositie van het keizerlijke huis Habsburg was nu zodanig verzwakt dat er concessies aan Zweden en Brandenburg, de leiders van de lutherse partij in het Duitse Rijk, moesten worden gedaan. Er golden voor de bouw echter een aantal beperkingen die te maken hadden met de weerbaarheid. Voor de bouw van de kerken kwamen slechts onaantrekkelijke bouwlocaties buiten de stadsmuren in aanmerking. De kerken moesten weliswaar buiten de stad gebouwd worden maar mochten niet in geval van belegering in handen van vijanden de functie van bastion kunnen krijgen. Daarom mochten ze niet van baksteen worden opgetrokken, maar van hout, leem en stro. In één dag moesten ze zo nodig weer afgebroken kunnen worden. Ook mochten er geen torens bij de kerken worden gebouwd en was het niet toegestaan om kerkklokken te bezitten. De kerken moesten bovendien binnen een jaar worden voltooid en de bouwkosten kwamen volledig voor rekening van de leden van de lutherse gemeenten.
Twee van de drie vredeskerken, die in Jawor en Świdnica, zijn bewaard gebleven, de kerk van Głogów werd in 1758 door brand vernietigd.
De kerk in Jauer, nu Jawor, de Heilige-Geestkerk (Pools: Kościół Pokoju p.w. Świętego Ducha) werd tussen 1654 en 1655 gebouwd onder leiding van architect Albrecht von Saebisch.
De kerk in Schweidnitz, nu Świdnica, de Drie-eenheidkerk (Pools: Kościół Pokoju pw. Świętej Trójcy) werd in tien maanden tijd tussen 1656 en 1657 gebouwd, eveneens met als architect Albrecht von Saebisch. Het is de grootste vakwerkkerk van Europa.
De kerken werden door de Commissie voor het Werelderfgoed van UNESCO tijdens de 25e sessie van de Commissie voor het Werelderfgoed die doorging in Helsinki in december 2001 toegevoegd aan de werelderfgoedlijst.
De kerken zijn onder beheer gesteld van de Lutherse kerk in Polen, maar ter plaatse zijn geen Lutherse gemeenten meer nadat de bevolking in 1945-1947 werd verdreven. Zie
Verdrijving van Duitsers na de Tweede Wereldoorlog.

## Zie ook

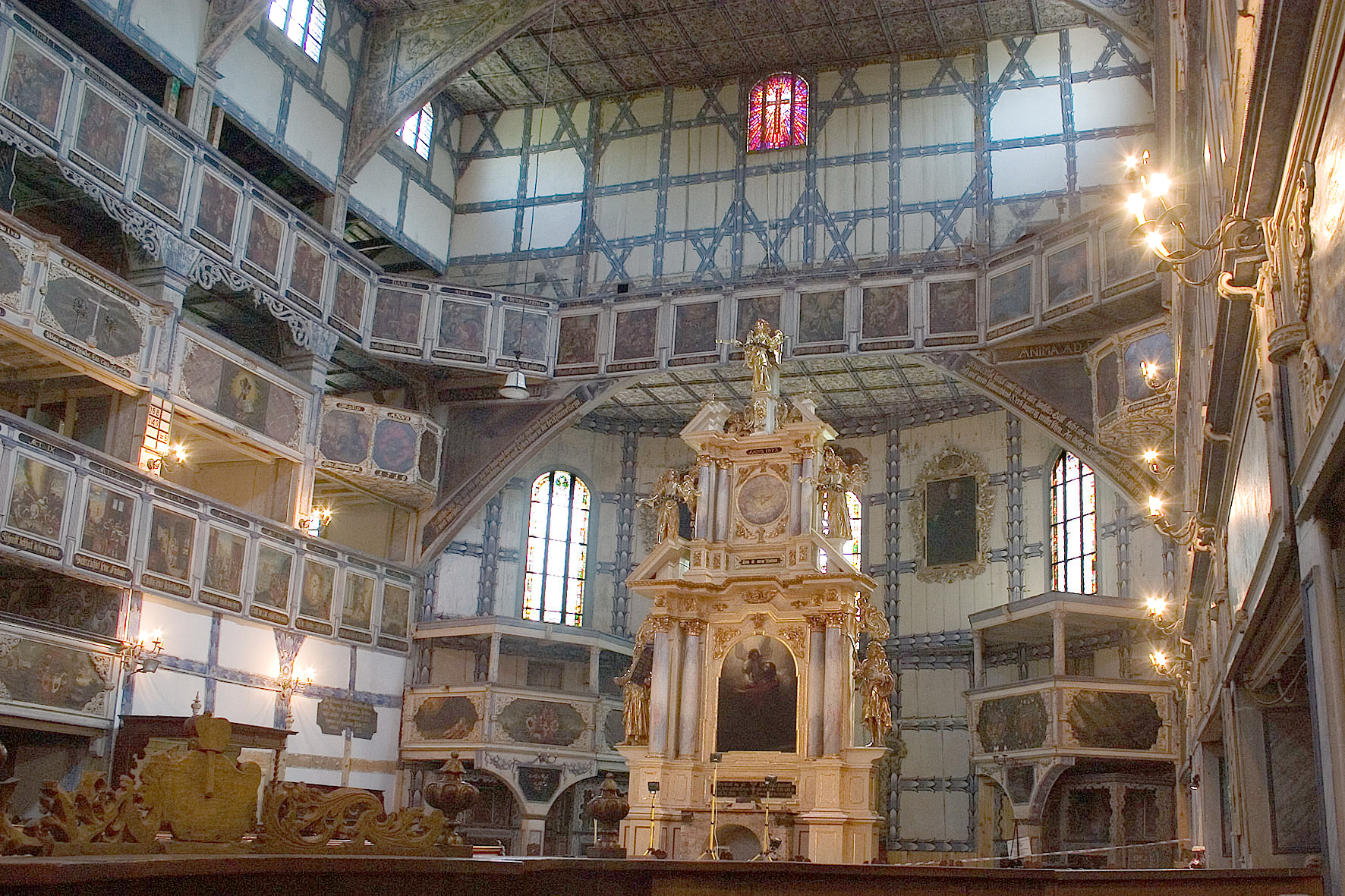
Binnenaanzicht van de vredeskerk van Jawor
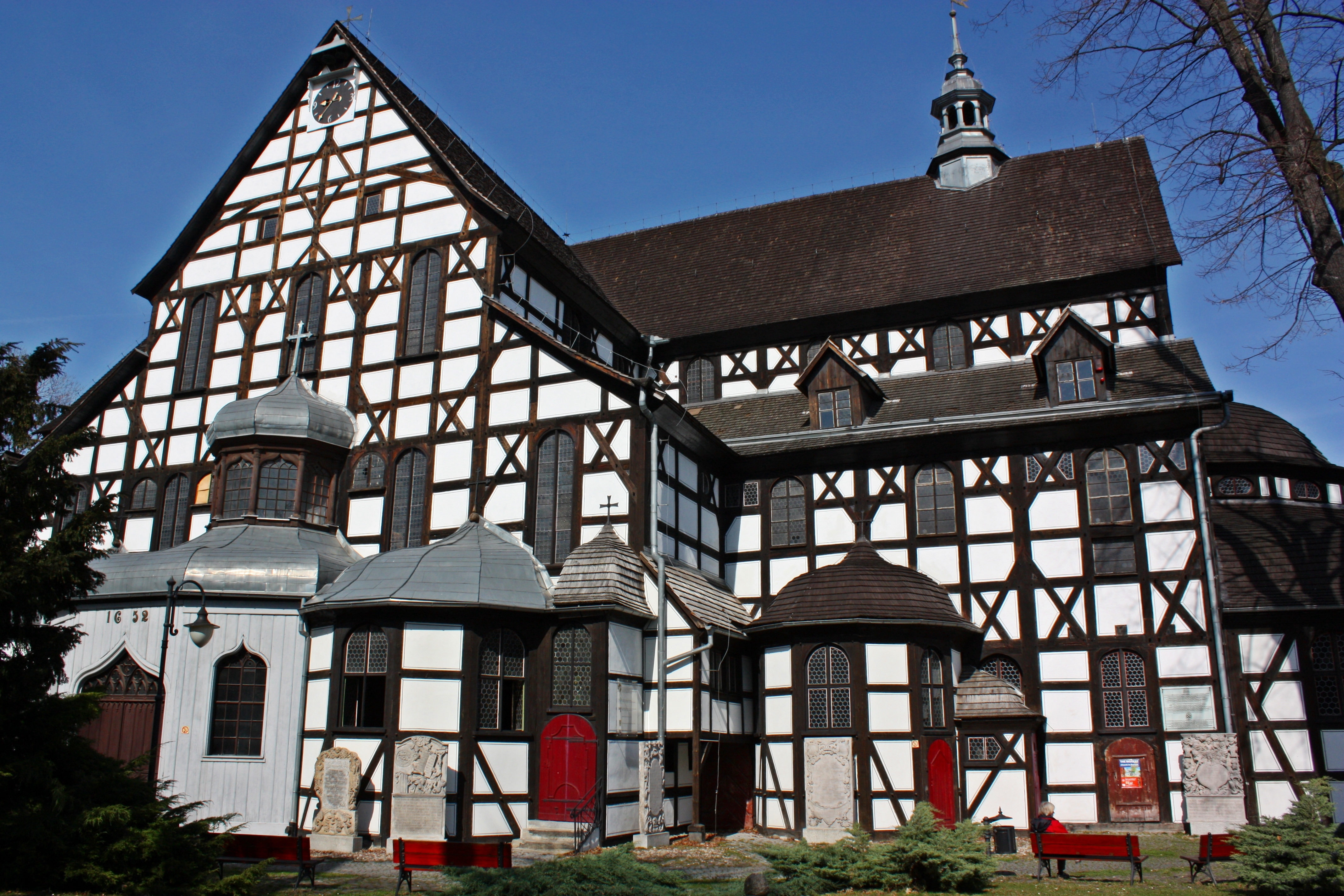
Vredeskerk van Świdnica
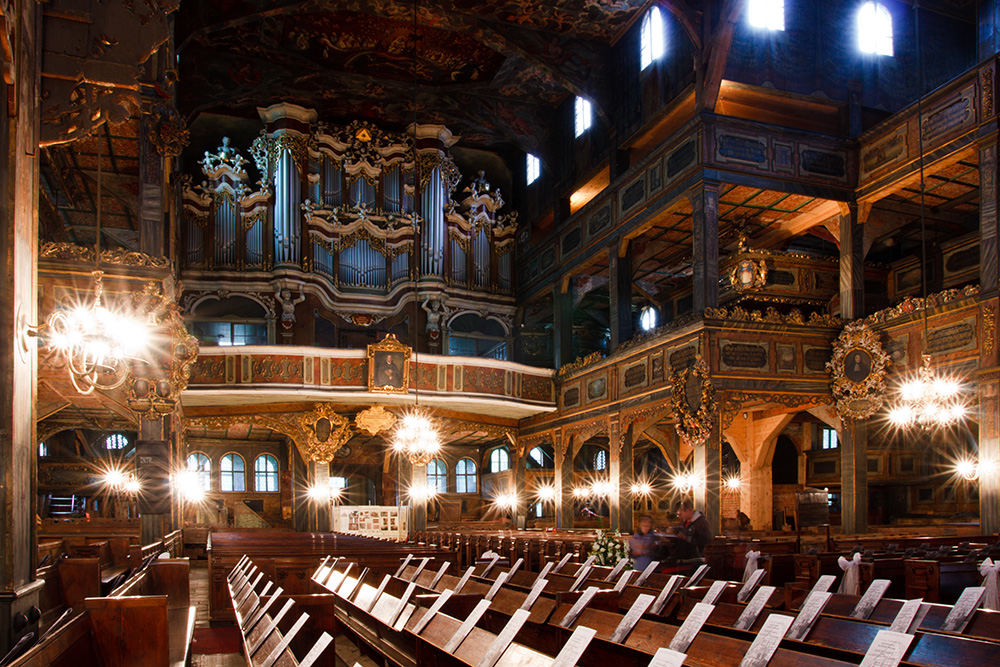
Binnenaanzicht en zicht op het orgel van de vredeskerk van Świdnica